# Menhir de Tingwall
Le menhir de Tingwall, connu également sous le nom de Murder Stone (« Pierre du Meurtre »), est un mégalithe situé dans l'archipel des Shetland, en Écosse.

## Situation
La pierre se dresse au bord de la route B9074, à proximité du Loch de Tingwall, entre Scalloway et Veensgarth (en), dans le centre de l'île de Mainland.
Tingwall dérive du vieux-norrois Þingvǫllr, « champ (pré, plaine) du thing ». Dans la société viking, le thing était une assemblée populaire ; le menhir de Tingwall semble marquer un ancien lieu de rassemblement.

## Description
Il s'agit d'un menhir datant de l'Âge du bronze mesurant environ 2 m de hauteur,.
La tradition veut que la « Pierre du Meurtre » marque l'endroit où, à la fin du XIVe siècle, le comte des Orcades Henry Sinclair aurait tué son cousin Malise Sperra, petit-fils de Malise V de Strathearn, probablement au cours d'une lutte pour le contrôle des Shetland.